# Almas Tower
Almas Tower är en 360 meter hög skyskrapa i Dubai, Förenade Arabemiraten. Byggnaden består av kontor och ligger i Jumeirah Lake Towers-området utefter Sheikh Zayed Road cirka 25 kilometer sydväst om centrala Dubai. Det var den högsta byggnaden i Dubai innan färdigställandet av Burj Khalifa